# Saône
De Saône (Franse uitspraak [soːn]) is een rivier in het oosten van Frankrijk, die in de Vogezen ontspringt en in Lyon in de Rhône uitkomt. In de tijd rond het begin van de jaartelling droeg de rivier de naam Arar. Julius Caesar bevocht hier in de Slag bij de Arar de Helvetii. De huidige naam gaat waarschijnlijk terug op die van de godin Sauconna, die door de hier wonende Sequani, een Gallisch volk, werd vereerd.
De veelal traag door een vrij vlak gebied meanderende rivier treedt, door de afwezigheid van doeltreffende dijken, stuwen en sluizen, regelmatig buiten haar oevers. In 1840 leidde zo'n overstroming tot een ramp, die talloze huizen langs de oevers verwoestte en velen het leven kostte.
Een complicatie is, dat de Saône benedenstrooms van Verdun-sur-le-Doubs, waar de grote zijrivier de Doubs erin uitmondt, veel meer water vervoert dan bovenstrooms daarvan. Dit bemoeilijkt een juiste voorspelling van de waterstand in de rivier.
De rivier loopt door de volgende departementen:
- Vosges, regio Grand Est
- Haute-Saône, regio Bourgogne-Franche-Comté
- Côte-d'Or, regio Bourgogne-Franche-Comté
- Saône-et-Loire, regio Bourgogne-Franche-Comté: Chalon-sur-Saône, Mâcon
- Rhône, regio Auvergne-Rhône-Alpes: Villefranche-sur-Saône, Caluire-et-Cuire, Lyon

Zijrivieren:
- Ourche
- Gras
- Apance
- Côney
- Amance
- Ougeotte
- Superbe
- Lanterne
- Scyotte
- Durgeon
- Romaine
- Gourgeonne
- Vannon
- Salon
- Morthe
- Ecoulottes
- Ténise
- Vingeanne
- Ognon
- Bèze
- Tille
- Ouche
- Vouge
- Doubs
- Dheune
- Thalie
- Cosne
- Grosne
- Tenarre
- Seille
- Reyssouze
- Mouge
- Veyle
- Arlois
- Mauvaise
- Chalaronne
- Ardières
- Vauxonne
- Morgon
- Formans
- Azergues

- Bibliothèque nationale de France: cb11946539j (data)
- Gemeinsame Normdatei: 4118427-0
- Système universitaire de documentation: 027420213
- Virtual International Authority File: 197148570691924311961